# Tito Manlio Torcuato (cónsul 235 a. C.)
Tito Manlio Torcuato  fue un cónsul (235 y 224 a. C.), censor (231 a. C.) y dictador romano (208 a. C.)

## Primer consulado
Hijo del consular del mismo nombre Tito Manlio Torcuato (cónsul 299 a. C.) y hermano del dos veces cónsul Aulo Manlio Torcuato Ático, fue cónsul por primera vez en el año 235 a. C. con Cayo Atilio Bulbo, año en que sometió a los sardos, y obtuvo un triunfo en consecuencia.
Su primer consulado fue memorable por la circunstancia de que el templo de Jano fue cerrado en este año, como resultado de que los romanos disfrutaban de paz en todos sus dominios, que se dice que no se había producido antes, desde el reinado de Numa Pompilio.

## Censor y nuevo consulado
Tras esta victoria obtuvo la censura con Quinto Fulvio Flaco (231 a. C.); no obstante, no transcurrió un lustro —tiempo que duraba la censura— antes de que se nombraran nuevos censores, concretamente en 230 a. C. Entre los motivos que podrían haber causado la dimisión de los censores los autores se inclinan por algún síntoma desfavorable en los auspicios.
Torcuato obtendría un nuevo consulado en 224 a. C. con Quinto Fulvio Flaco, con el que había compartido la censura; y junto con su colega llevó la guerra con éxito contra los galos en el norte de Italia. Estos fueron los primeros cónsules romanos que cruzaron el río Po.

## Severidad en la guerra contra Cartago
Torcuato había heredado la severidad y gravedad de su familia. De esta forma, en el año 216 a. C., se opuso resueltamente a que el Senado autorizara pagar el rescate de los prisioneros que Aníbal había tomado tras su victoria en batalla de Cannas.
Al año siguiente (215 a. C.) fue enviado a Cerdeña como consecuencia de la enfermedad del pretor Quinto Mucio Escévola (pretor 215 a. C.), que tenía el gobierno de la provincia, y llevó la guerra con éxito contra los cartagineses y los sardos, que se habían sublevado a instancias de los primeros.
En 212 a. C. él y Fulvio Flaco lucharon por obtener el puesto de pontifex maximus. Todo apuntaba a que iba a ser una elección muy disputada, ya que enfrentaba a dos ex-censores de enorme influencia. No obstante, acabó siendo Publio Licinio Craso Dives, un hombre desconocido y sin importancia el que se impuso en las elecciones. Livio apunta que la victoria de Craso puede explicarse merced a la división del voto conservador entre Torcuato y Flaco.

## Últimas acciones públicas
El pueblo deseaba designar cónsul a Torcuato para el año 210 a. C., pero se negó a aceptar el honor.
En el año 210 a. C. era el hombre de mayor edad y cuya censura databa de más atrás de entre los senadores, a causa de lo cual le correspondía el honor de ser nombrado como princeps senatus. No obstante, el censor Publio Sempronio Tuditano, responsable de realizar el nombramiento, creía que este honor debía recaer en el senador que más mereciera esta distinción, que no era otro que Quinto Fabio Máximo, cónsul en 233 a. C. y censor en 230 a. C. El otro censor, Marco Cornelio Cetego, intentó nombrar a Torcuato, pero la opinión de Sempronio prevaleció y Fabio Máximo fue nombrado portavoz del Senado.
Dos años después (208 a. C.) fue nombrado dictador con el fin de celebrar los comicios y presidir en los juegos que habían sido prometidos por el pretor M. Emilio.
Murió en el año 202 a. C.